# Comunitat Europea del Carbó i de l'Acer
La Comunitat Europea del Carbó i de l'Acer (CECA) fou una organització europea fundada després de la Segona Guerra Mundial per regular les indústries del carbó i de l'acer. Fou establerta formalment pel Tractat de París, signat per Alemanya Occidental, Bèlgica, França, Itàlia, Luxemburg i els Països Baixos el 1951. La CECA, una organització internacional basada en el supranacionalisme, fou la primera etapa del procés d'integració que acabaria portant a la Unió Europea.
La seva seu se situà a la ciutat de Luxemburg. L'any 1969 es va fusionar amb dues institucions més, la Comunitat Econòmica Europea (CEE) i la Comunitat Europea de l'Energia Atòmica (Euratom), formant així mateix el que es conegué amb el nom de Comunitats Europees. La CECA va continuar existint com a part integrant d'aquesta nova organització supranacional, ja que les Comunitats es van convertir en part de la Unió Europea, el Tractat de París però va expirar l'any 2002. La CECA no va ser reemplaçada per cap altra organització, sinó que les seves activitats i recursos van ser absorbits per la Comunitat Europea.

## Història

Membres fundadors de la CECA: Alemanya, Bèlgica, França, Itàlia, Luxemburg i els Països Baixos

La Declaració Schuman realitzada el 9 de maig de 1950, basat en el treball de Jean Monnet, va establir un pla per a la creació d'una Comunitat Europea que administrés el carbó i l'acer dels seus membres en un mercat comú. Proposà que: 
| « | La producció franco-alemanya de carbó i acer en el seu conjunt es col·loqui sota una Alta Autoritat Comuna, en el marc d'una organització oberta a la participació dels altres països d'Europa. | » |

Aquest acte va intentar ajudar el creixement econòmic i la pacificació entre França i Alemanya, que prèviament havien estat enfrontades durant la Segona Guerra Mundial. El carbó i l'acer van ser particularment simbòlics, ja que són els recursos necessaris per a lliurar una guerra. També seria un primer pas a una «federació europea». Amb l'entrada en vigor d'aquest organisme, el 23 de juliol de 1952, va substituir l'Autoritat Internacional de la Conca del Ruhr.

### Tractats
Els 100 articles del Tractat de París, constitutiu de la Comunitat Europea del Carbó i de l'Acer, van ser signats el 18 d'abril 1951 per França, Alemanya, Itàlia, Bèlgica, Luxemburg i els Països Baixos. El principal objectiu de la CECA fou, mitjançant la creació d'un mercat comú del carbó i de l'acer, treballar en l'expansió econòmica, augmentar l'ocupació i elevar el nivell de vida de la Comunitat. Progressivament es va assolir una distribució racional d'un elevat nivell de producció al mateix temps que es garantia l'estabilitat i l'ocupació. El mercat comú va ser obert el 10 de febrer de 1953 per al carbó, i l'1 de maig del mateix any per a l'acer.
Sis anys després del Tractat de París, els Tractats de Roma van ser signats pels sis membres de la CECA i van comportar la creació de la Comunitat Econòmica Europea (CEE) i la Comunitat Europea de l'Energia Atòmica (CEEA o Euratom). Aquestes comunitats es basen, amb alguns ajustaments, en la CECA. Els Tractats de Roma van ser signats per estar en vigor per un període il·limitat, a diferència del Tractat de París que expirava després d'estar en vigor cinquanta anys. Aquestes dues noves comunitats va treballar en la cooperació de l'energia nuclear i la creació d'una Unió duanera, no obstant això els seus camps s'anaren estenent ràpidament, especialment en la CEE, convertint-se en l'eina més important per a la unificació política i eclipsant per complet la CECA.

### Concentracions i expiració
A pesar de ser comunitats separades per personalitats jurídiques separades, les tres Comunitats inicialment van compartir una Assemblea comuna i el Tribunal de Justícia Europeu. A causa d'un desig d'evitar la duplicació d'esforços, el Tractat de fusió de les Comunitats Europees va fusionar la CECA i l'Euratom amb la CEE, i posteriorment aquesta va esdevenir l'actual Unió Europea.
El Tractat de París va ser modificat en diverses ocasions degut a l'evolució de la Comunitat Europea i la Unió Europea, expirant finalment el 23 de febrer de 2002. A principis de la dècada del 1990 va iniciar-se un debat per veure què s'havia de fer amb la CECA donada la propera expiració del Tractat de París, decidint finalment no fer res amb ell, ni renovar-lo ni reemplaçar-lo. Així doncs, les àrees cobertes pel tractat CECA van ser traslladats als Tractats de Roma, i més concretament a la CEE.

## Institucions

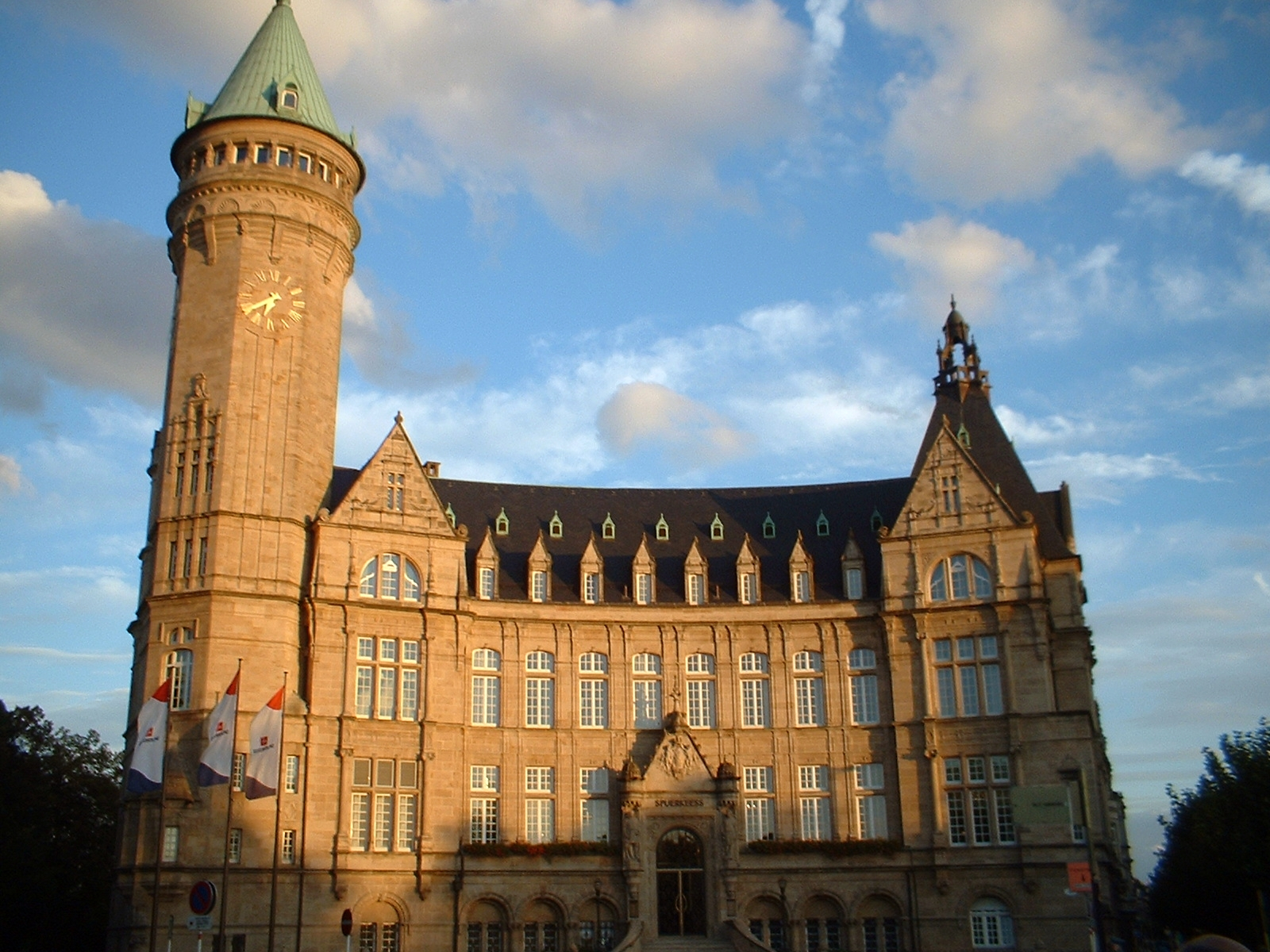
Seu de l'Alta Autoritat de la CECA a la ciutat de Luxemburg

Les institucions de la CECA foren les precursores de les actuals institucions de la Unió Europea. L'any 1967, amb l'entrada en vigor del Tractat de fusió de les Comunitats Europees, aquestes institucions es fusionaren amb les de la CEE i l'Euratom.
| CECA                 | Unió Europea                                    |
| -------------------- | ----------------------------------------------- |
| Alta Autoritat       | Comissió Europea                                |
| Assemblea Comuna     | Parlament Europeu                               |
| Consell de Ministres | Consell de la Unió Europea                      |
| Cort de Justícia     | Tribunal de Justícia de les Comunitats Europees |

### Alta Autoritat
L'Alta Autoritat, predecessora de l'actual Comissió Europea, va ser l'òrgan executiu format per nou membres que regí la comunitat. França, Alemanya i Itàlia nomenaren dos membres de l'Autoritat i els tres estats més petits, Bèlgica, Països Baixos i Luxemburg, nomenaren un. D'aquests nou membres s'escollí un president, figura que avui en dia es relaciona amb la figura del President de la Comissió Europea
A pesar de ser nomenats pels governs nacionals, els membres no representaven directament als seus interessos nacionals, sinó que prenien el jurament de defensar els interessos generals de la Comunitat en el seu conjunt. La seva independència fou reforçada a l'haver d'estar exclosos de tenir qualsevol ocupació fora de l'Autoritat o de qualsevol relació amb empreses.
El principal caràcter d'aquesta autoritat fou el seu caràcter supranacional. Va tenir una àmplia esfera de competències per a garantir el compliment dels objectius del tractat i que el mercat comú funcionés sense problemes. L'Alta Autoritat podia emetre tres tipus d'instruments jurídics: Decisions, que són totalment vinculants; Recomanacions, que havien de ser objectius vinculants, però deixant els mètodes d'aplicació als mateixos Estats membres; i finalment les Opinions, que no tenien força jurídica.

#### Presidents de la CECA
| President        | Estat   | Inici mandat           | Finalització mandat    | Autoritat                |
| Jean Monnet      | França  | 10 d'agost de 1952     | 3 de juny de 1955      | Autoritat Monnet         |
| René Mayer       | França  | 3 de juny de 1955      | 13 de gener de 1958    | Autoritat Mayer          |
| Paul Finet       | Bèlgica | 13 de gener de 1958    | 15 de setembre de 1959 | Autoritat Finet          |
| Piero Malvestiti | Itàlia  | 15 de setembre de 1959 | 22 d'octubre de 1963   | Autoritat Malvestiti     |
| Rinaldo Del Bo   | Itàlia  | 22 d'octubre de 1963   | 8 de març de 1967      | Autoritat Del Bo         |
| Albert Coppé     | Bèlgica | 8 de març de 1967      | 6 de juliol de 1967    | Autoritat Coppé interina |

### Assemblea comuna
L'Assemblea Comuna, el que avui en dia és el Parlament Europeu, es componia de 78 representants, els quals tenien poder de control sobre l'Executiu. Els representants havien de ser diputats nacionals escollits pels seus propis Parlaments per a desenvolupar la seva funció a l'Assemblea, o bé escollits directament. A la pràctica la primera opció fou la utilitzada, ja que no hi ha requisits fins a la signatura dels Tractats de Roma, i la primera elecció fou es realitzà fins a l'any 1979. No obstant això, es posà l'accent que aquesta càmera no havia de ser el d'una organització internacional tradicional, la qual estava integrada per representants dels governs nacionals, sinó que el Tractat de París utilitzà el terme «representants dels pobles».

### El Consell de Ministres
El Consell de Ministres, equivalent a l'actual Consell de la Unió Europea, està integrat per representants dels governs nacionals. La Presidència fou rotatòria per cada estat per a un període de tres mesos, fent-se una rotació per ordre alfabètic. Un dels seus aspectes clau és l'harmonització de la tasca de l'Alta Autoritat i el dels governs nacionals, que encara són responsables de la situació general de les polítiques econòmiques. El Consell també estava obligat a emetre dictàmens sobre algunes de les àrees de treball de l'Alta Autoritat.

### Cort de Justícia
La Cort de Justícia, actual Tribunal de Justícia de les Comunitats Europees, tenia la missió de vetllar per la bona interpretació i aplicació del Tractat de París. La Cort estava integrada per set jutges, nomenats de comú acord pels governs nacionals per un període de sis anys. No hi havia requisits en la nacionalitat dels magistrats, simplement se'ls demanava una independència fora de tot dubte. El Tribunal fou assistit, així mateix, per dos advocats generals.

### Comitè Consultiu
El Comitè Consultiu, predecessor del Comitè Econòmic i Social, tenia entre 30 i 50 membres, dividits en parts iguals entre els productors, els treballadors, els consumidors i comerciants del sector del carbó i de l'acer. Els membres eren designats per dos anys i no estaven vinculats per cap mandat o instrucció de les organitzacions que els va nomenar. El comitèó tenia una assemblea plenària, taula i un president. L'Alta Autoritat es va veure obligada a consultar al Comitè, en alguns casos. El sindicalista i federalista valò André Renard (1911-1962) en va ser el primer president.

## Membres
| Data               | Membres | Membres afegits                                                                                |
| ------------------ | ------- | ---------------------------------------------------------------------------------------------- |
| 23 juliol 1952     | 6       | Els Sis fundadors: Bèlgica, França, Alemanya Occidental, Itàlia, Luxemburg i els Països Baixos |
| 1 de gener de 1973 | 9       | Dinamarca, Irlanda i el Regne Unit                                                             |
| 1 gener 1981       | 10      | Grècia                                                                                         |
| 1 de gener de 1981 | 12      | Portugal i Espanya                                                                             |
| 1 de gener de 1995 | 15      | Àustria, Finlàndia i Suècia                                                                    |

Els 15 membres de la CECA (UE) l'any 2002

Després dels sis membres originals, l'ESCS es va expandir a tots els membres de la Comunitat Econòmica Europea (més tard rebatejada Comunitat Europea) i la Unió Europea (15 països el 2002 en el moment de l'expiració del Tractat de París).

## Assoliments i mancances

### Objectiu principal: acabar amb la guerra entre Estats membres
Schuman va descriure l'objectiu com "fer la guerra no només impensable sinó materialment impossible" per als estats signants. Això es descriu al preàmbul del tractat. Comença citant la proposta del govern francès de Schuman:
"La pau mundial no es pot salvaguardar sense mesures creatives d'acord amb els perills que l'amenacen". Europa havia estat al centre de les guerres mundials. Per això, la Comunitat va crear la primera agència internacional contra els càrtels del món. Els capítols VI Ententes et Concentrations i VII del Tractat sobre el Lliure Mercat descriuen accions conjuntes contra els càrtels i els trusts que van ser fonamentals en les curses armamentístiques de la guerra mundial, i activitats que van conduir a la interrupció del lliure mercat.
Els sis estats membres fundadors viuen ara el període de pau més llarg en més de 2.000 anys de la seva història.

### Econòmic
La missió econòmica de la CECA (article 2) era "contribuir a l'expansió econòmica, al desenvolupament de l'ocupació i a la millora del nivell de vida dels països participants". Escrivint a Le Monde l'any 1970, Gilbert Mathieu va argumentar que la Comunitat tenia poc efecte sobre la producció de carbó i acer, que estava més influenciada per les tendències globals. A partir de 1952, el petroli, el gas i l'electricitat es van convertir en competidors del carbó, de manera que la reducció del 28% de la quantitat de carbó extreta als Sis tenia poca connexió amb el Tractat de París. Tanmateix, el Tractat va provocar que es reduïssin els costos mitjançant l'abolició de les tarifes ferroviàries discriminatòries, i això va afavorir el comerç entre els membres: el comerç de l'acer es va multiplicar per deu. L'Alta Autoritat també va emetre 280 préstecs de modernització que van ajudar la indústria a millorar la producció i reduir costos.
Mathieu afirma que la CECA no va aconseguir diversos objectius fonamentals del Tractat de París. Argumenta que el "pool" no va impedir el ressorgiment de grans grups del carbó i l'acer, com els Konzerne, que van ajudar Adolf Hitler a construir la seva màquina de guerra. Els càrtels i les grans empreses van tornar a sorgir, donant lloc a una aparent fixació de preus. A més, la Comunitat no va definir una política energètica comuna. Mathieu també argumenta que la CECA no va aconseguir garantir una igualació de salaris a l'alça dels treballadors de la indústria. Aquests fracassos es podrien atribuir a un excés d'ambició en un curt període, o que els objectius eren merament postures polítiques per ignorar.
Segons Mathieu, els èxits més importants de la CECA estan relacionats amb les qüestions de benestar. Alguns miners tenien un habitatge extremadament pobre i durant 15 anys la CECA va finançar 112.500 pisos per als treballadors, pagant 1.770 dòlars per pis, cosa que va permetre als treballadors comprar una casa que d'una altra manera no s'haurien pogut permetre. La CECA també va pagar la meitat dels costos de redistribució laboral dels treballadors que havien perdut la feina quan les instal·lacions de carbó i acer van començar a tancar. En combinació amb l'ajuda per a la reurbanització regional, la CECA va gastar 150 milions de dòlars (835 milions de francs) creant al voltant de 100.000 llocs de treball, un terç dels quals es van oferir als treballadors del carbó i l'acer aturats. Les garanties assistencials inventades per la CECA van ser copiades i ampliades per diversos dels Sis als treballadors aliens als sectors del carbó i l'acer.
Molt més important que crear la primera política social i regional d'Europa, Robert Schuman va argumentar que la CECA va introduir la pau europea. Es tractava del primer impost europeu del continent. Es tractava d'un impost fix, una taxa sobre la producció amb un tipus màxim de l'u per cent. Atès que els països de la Comunitat Europea estan vivint ara el període de pau més llarg en més de setanta anys, això ha estat descrit com l'impost més barat per a la pau de la història. Es va evitar una altra guerra mundial, o "suïcidi mundial", com Schuman va anomenar aquesta amenaça el 1949.